# HLD 54
De HLD 54 is een reeks van diesellocomotieven van de NMBS. Er zijn maar 8 exemplaren van gebouwd, vier oorspronkelijk als reeks 204 (tot 1971 de naam van de HLD 54), vier waren omgevormde reeks 202 locomotieven (van de oorspronkelijke bestelling van de HLD 52). De reeks dateert van 1957 en is gebaseerd op de HLD 52, maar de maximale snelheid ligt hoger: 140 km/u in plaats van 120. 
In 1957 was er een nood aan snellere diesellocomotieven om vanaf dat jaar diensten uit te voeren voor TEE (Trans Europ Express) tussen Keulen en Parijs via Brussel aan 140 km/u. Daarom werden er 4 snellere exemplaren bijbesteld en gebouwd, de 204.001 - 204.004. Omdat deze 4 machines onvoldoende waren, werden de 4 laatst geleverde machines van de eerdere reeks, 202.015 tot en met de 202.018, minder dan 2 jaar na hun levering in 1955, begin 1957 in Schaarbeek snel omgebouwd en vernummerd naar 204.005 - 204-008.
Oorspronkelijk hadden de locomotieven een grote neus, maar in jaren 80 werd de stuurcabine vervangen door een vlottende, comfortabeler cabine en verdween dus de grote neus. Alleen locomotief 5404 behield zijn oorspronkelijke vorm om als historisch patrimonium te dienen.